# Gersloot
Gersloot (Fries: Gersleat) is een dorp in de gemeente Heerenveen, in de Nederlandse provincie Friesland. Het ligt ten noorden van de plaats Heerenveen.
Onder het dorpsgebied valt ook het dorp Gersloot-Polder. In 2023 hadden Gersloot en Gersloot-Polder bij elkaar 310 inwoners.

## Geschiedenis

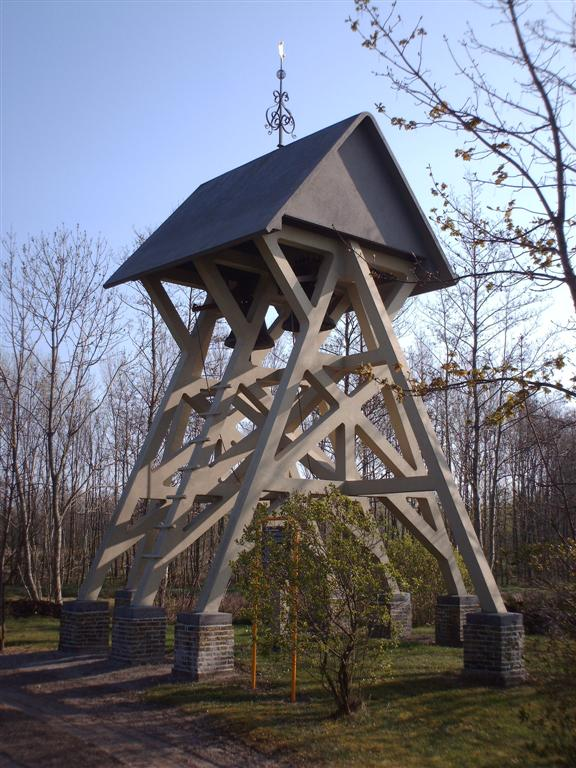
Klokkenstoel Aengwirderweg

Tot de gemeentelijke herindeling van 1934 vormde Gersloot met de dorpen Luinjeberd, Terband en Tjalleberd de gemeente Aengwirden. De vier dorpen worden nog steeds Aengwirden, of De Streek genoemd.

Op de begraafplaats staat ook een van de klokkenstoelen in Friesland. Tot 1834 stond op de begraafplaats de protestantse kerk van Gersloot. Hij was in of kort na 1735 gebouwd ter vervanging van een oudere bouwvallige kerk. De predikant was tevens dominee van de andere dorpen van Aengwirden. De bevolking van het Opsterlandse dorp Luxwoude hoorde in elk geval tot in de achttiende eeuw kerkelijk onder Gersloot.

## Openbaar vervoer
- Streekbus 23: Heerenveen - Luinjeberd - Tjalleberd - Gersloot - Luxwoude - Tijnje - Nij Beets - Boornbergum - De Wilgen - Drachten

## Sport
- VV Gersloot, voetbalvereniging